# Welke (Pflanze)

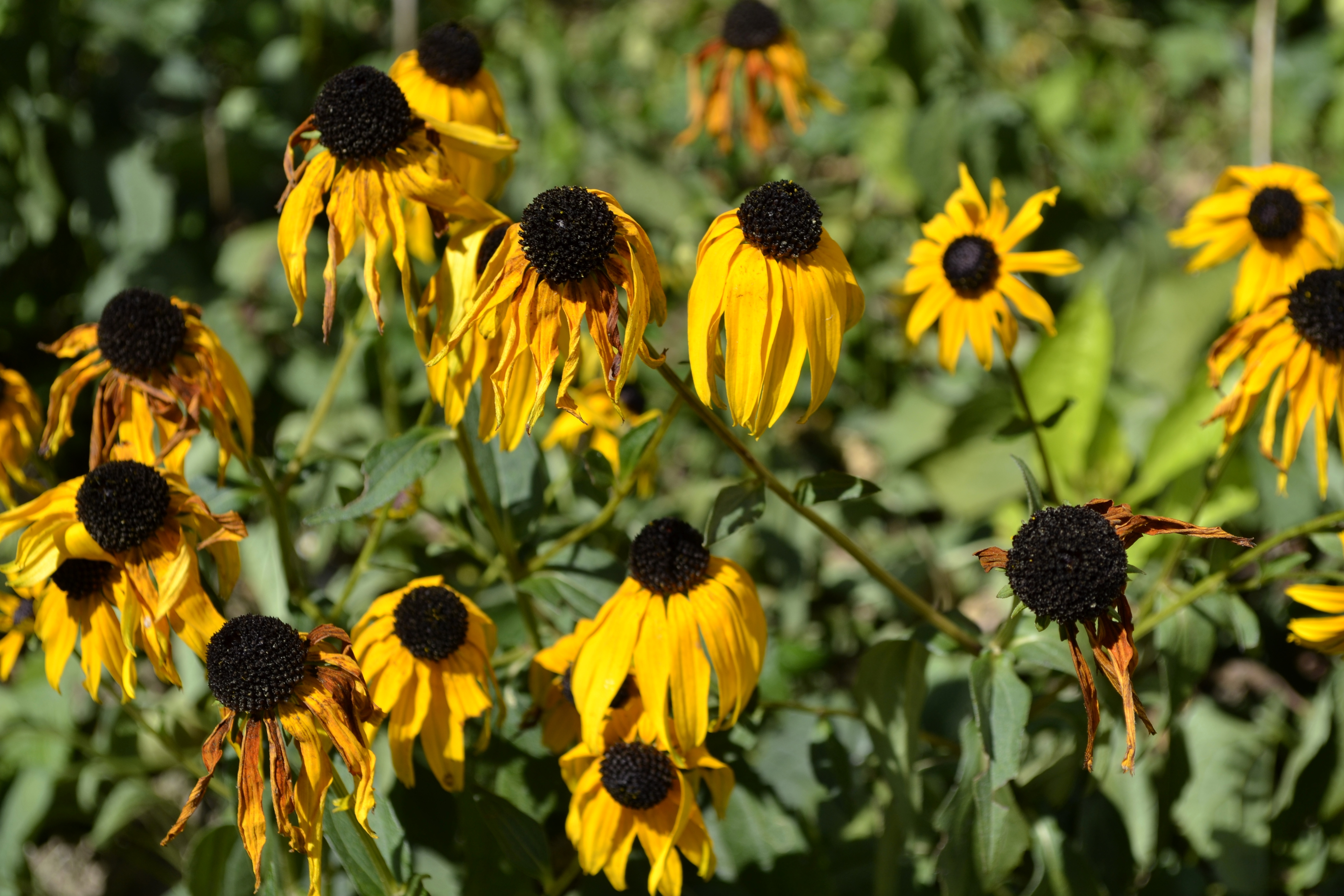
Verwelkende Sonnenhut-Blüten

Welke bezeichnet den schlaffen Zustand von Pflanzen, der durch unzureichende Wasserversorgung, aber auch durch Kalium-Mangel oder durch Krankheitserreger, eintritt. Welke äußert sich in der sogenannten Welketracht: schlaffe, nach unten hängende Blätter. Welke tritt auf, wenn Pflanzen nicht mehr in der Lage sind, den Turgor durch osmotische Wasseraufnahme aufrechtzuerhalten.

## Zelluläre Vorgänge
Beim Welken ziehen sich die betroffenen Zellen durch den Wasserverlust zusammen. Eine Plasmolyse tritt bei Landpflanzen nicht auf. Bei größerem Wasserverlust wird die Zellwand nach innen gezogen und kann sich auch fälteln (Cytorrhyse). Die einzelnen Zellkompartimente schrumpfen, die in der Zelle gelösten Stoffe werden konzentriert. Dadurch werden viele Stoffwechselvorgänge, insbesondere die Photosynthese und die mitochondriale Atmung behindert. Bei Fortschreiten des Wasserverlustes fragmentiert sich die Vakuole in kleine Teilvakuolen, die Thylakoide der Chloroplasten und die Cristae der Mitochondrien schwellen zunächst an und werden dann abgebaut. In frühen Welkestadien ist eine Umkehr der Vorgänge noch möglich, nach Zerfall von Membranen tritt jedoch der Zelltod (Nekrose) ein.

## Auslöser
In der Natur ist die Welke von Pflanzen weit überwiegend durch mangelnde Wasserverfügbarkeit bedingt. Einerseits ist die Verteilung der Jahresniederschläge unabhängig vom Pflanzenbedarf, andererseits ist die Wasserhaltekraft der verschiedenen Ackerböden sehr unterschiedlich. Die Wasserspeicherkraft bzw. das Regenspeichervermögen eines Bodens wird als Feldkapazität bezeichnet.  Diese ist von der Bodenart, dem Bodengefüge und Humusgehalt sowie der Turbation abhängig.  Die Faktoren Haftwasser, Kapillarwasser, Saugspannung und Hygroskopizität des Bodens sind entscheidend für die Wasserverfügbarkeit der Pflanzen. Der permanente Welkepunkt bezeichnet die Saugspannung, ab der Pflanzen kein Wasser dem Boden entnehmen können und welken.
Bei Dauerfrost mit entsprechender Frosttiefe kommt es zur Frosttrocknis einer besonderen Art von Welke.
Wurzelfraß kann ebenfalls zu Wassermangel und damit Welke führen. Verursacher sind beispielsweise Engerlinge und die Maulwurfsgrille.
Neben dem Wassermangel können auch Pflanzenkrankheiten zur Welke führen. Beispiele sind die durch Pilze ausgelösten Verticillium-Welke und Fusarium-Welke, oder die durch Xanthomonas stewartii verursachte Bakterienwelke.
Darüber hinaus kann die Welke auch gezielt herbeigeführt werden, indem beispielsweise gepflückte Pflanzenteile zur anschließenden Weiterverarbeitung zunächst für kurze Zeit zum Trocknen ausgelegt werden. Namentlich bei der Kapernernte stellt die gewelkte Knospe, samt den beim Welken ausgelösten chemischen Prozessen, einen unabdingbaren Verarbeitungsschritt dar.